# Heleen Jaques
Heleen Jaques (* 20. April 1988 in Tielt) ist eine ehemalige belgische Fußballspielerin und seit dem 1. Juli 2023 Fußballtrainer des Club YLA. Als Spielerin war sie für verschiedene Vereine in Belgien, Deutschland und Italien aktiv; zuletzt spielte sie in Belgien – für die KAA Gent.

## Spielerkarriere

### Vereine
Jaques spielte in der höchsten Fußballliga Belgiens, der Eerste Klasse, für DVC Zuid West-Vlaanderen und VV St. Truiden, wo sie 2010 die Meisterschaft gewann. Zur Saison 2010/11 wechselte sie nach Deutschland zum Bundesligaaufsteiger Herforder SV und absolvierte 21 von 22 möglichen Saisonspielen. Nachdem Jaques in der Folge wiederum ein Jahr bei St. Truiden gespielt hatte, wechselte sie zur Saison 2012/13 zum mehrfachen Deutschen Meister Turbine Potsdam, um den Verein im Defensivbereich zu verstärken. Die Abwehrspielerin verkündete am 16. April 2013 ihren Weggang vom 1. FFC Turbine Potsdam zum FC Brügge. 2015 wechselte sie zum RSC Anderlecht und 2018 weiter nach Italien zum AC Florenz. Ein Jahr später schloss sie sich dann ASD Sassuolo an. Im Juni 2020 kehrte sie zurück in ihre Heimat und schloss sich KAA Gent an.

### Nationalmannschaft
Seit 2007 ist Jaques in der belgischen A-Nationalmannschaft aktiv, zuvor spielte sie bereits in der belgischen U17- und U19-Nationalmannschaft. Ihr erstes Länderspieltor erzielte sie am 16. September 2015 im Freundschaftsspiel gegen Polen zum 5:0-Endstand.
Ihr erstes großes Fußballturnier war die EM 2017. Dort kam sie in den drei Gruppenspielen zum Einsatz, nach denen die Belgierinnen ausschieden. In der letztlich erfolglos verlaufenen  Qualifikation für die WM 2019 hatte sie auch drei Einsätze. In der Qualifikation für die EM 2022 kam sie nur zu zwei Kurzeinsätzen, konnte sich aber mit ihrer Mannschaft im letzten Spiel durch einen 4:0-Sieg gegen die Schweiz erneut für die EM-Endrunde qualifizieren. Einen Tag später gab sie ihren Rücktritt aus der Nationalmannschaft bekannt.

### Erfolge
- Belgischer Meister 2010, 2018
- Italienischer Supercupsieger 2019 (ohne Einsatz)

## Trainerkarriere
Nachdem sie von 2021 bis 2023 Trainerin der U16-Nationalmannschaft der Juniorinnen gewesen ist, trainiert sie ab dem 1. Juli 2023 die Frauenfußballmannschaft des Club YLA, wie sich der ehemalige FC Brügge seit dem Jahr 2022 nennt.